# تيسا كوستا
تيسا كوستا (بالإنجليزية: Tessa Kosta)‏ هي ممثلة أمريكية، ولدت في 12 ديسمبر 1890 في شيكاغو في الولايات المتحدة، وتوفيت في 23 أغسطس 1981 في نيويورك في الولايات المتحدة.

## وصلات خارجية
- تيسا كوستا على موقع ميوزك برينز (الإنجليزية)
- تيسا كوستا على موقع قاعدة بيانات برودواي على الإنترنت (الإنجليزية)